# Bankovni račun
Bankovni račun je finansijski račun kojim se evidentiraju finansijske transakcije između klijenata i njihove banke. Svaki račun ima svoj broj koji je različit za svaki poseban račun. 

## Podela računa
Bankovni računi mogu imati pozitivan (kreditni) bilans, gde banka duguje novac kupcu; ili negativan, (debitni) bilans, gde kupac duguje novac banci.
Uopšteno, računi otvoreni u cilju održavanja kreditnih bilansa se nazivaju depozitni računi, dok računi otvoreni u cilju održavanja debitnih stanja se nazivaju kreditni računi.
Neki računi su definisani po svojoj funkciji, a ne po prirodi bilansa računa. Bankovni računi namenjeni za obradu velikog broja transakcija mogu da nude i kreditne i debitne objekte i zbog toga se ne definišu lako sa polarizovanom definicijom.
Po nameni bankovni računi se mogu podeliti na račune za pravna i fizička lica.

## Vrste računa
- Tekući računi
- Žiro računi
- Računi oročenog depozita
- Štedni računi
- Namenski računi
- Devizni računi

## Struktura broja tekućeg računa

### Srbija
Struktura broja tekućeg računa u Srbiji je definisana Odlukom guvernera Narodne banke Srbije.
Broj tekućeg računa, tačnije numerička oznaka računa, ima 18 cifara (3+13+2) i sačinjavaju je:
- fiksni broj banke - 3 cifre
- broj računa - 13 cifara
- kontrolni broj - 2 cifre

Broj računa se sastoji od 13 cifara i određuje ga banka.
Kontrolni broj se sastoji od dve cifre, koje se izračunavaju na po međunarodnom standardu ISO 7064, МОО111- 97, na sledeći način:
Od broja 98 se oduzme ostatak deljenja broja koji se sastoji od prvih 16 cifara (broj banke i broj računa) pomnoženih sa 100 i broja 97 (kontr. br.=98 - mod(2520000000123456*100,97).

#### Pisanje
U elektronskoj formi numerička oznaka računa se koristi isključivo kao niz od 18 cifara (npr. 200000000012345600), dok je u pisanim i štampanim dokumentima dopušteno pisanje numeričke oznake računa koristeći povlake između njegovih sastavnih delova, a dopušteno je i ispuštanje "vodećih nula" u broju računa (npr. 200-123456-00)